# Michael Douglas
Michael Kirk Douglas (New Brunswick, New Jersey, 1944. szeptember 25. –) kétszeres Oscar-díjas, valamint Primetime Emmy- és többszörös Golden Globe-díjas amerikai színész és producer, Kirk Douglas fia. Édesapja hatására érdeklődése korán a színészi pálya felé fordult és a tanulmányait is ennek megfelelően alakította. 1968-ban, tanulmányai befejezése után számos jelentéktelenebb filmben játszott mellékszerepet, majd megkapta első komolyabb szerepét a San Francisco utcáin című sorozatban. Első Oscar-díját a Száll a kakukk fészkére című film producereként kapta. Színészként a Tőzsdecápák című filmben nyújtott alakításáért, a legjobb férfi főszereplő kategóriában kapott Oscart. Emellett még számos emlékezetes színészi alakítás fűződik a nevéhez. Ismertebb filmjei közé tartozik A smaragd románca, A Nílus gyöngye, a Játsz/ma, a Tőzsdecápák, az Összeomlás, a Zaklatás, az Elemi ösztön és a Végzetes vonzerő című alkotások. 2000-ben házasságot kötött Catherine Zeta-Jones walesi színésznővel.
Gyakori magyar hangja: Dörner György.

## Élete
Michael Douglas 1944. szeptember 25-én született a New Jersey államban található New Brunswick városában. Michael apai ágon orosz-zsidó, anyai ágon skót és ír származású. Édesapja a világhírű amerikai színész, Kirk Douglas, édesanyja az ugyancsak színész Diana Dill. Szülei korán elváltak. Michaelt édesanyja és mostohaapja nevelte fel. Három testvére van: Joel (édestestvére), Peter és Eric (féltestvérek).
Szülei, hogy fegyelemre szoktassák, beíratták a Black Fox katonai akadémia hallgatói közé. Michael azonban nagy izgalommal várta a szünidőt, mely során hosszabb időt töltött édesapjával, és elkísérte őt forgatásokra is. Számos előkészítő iskola után (köztük volt a deerfieldi Eaglebrook Iskola is) Michael a Santa Barbara városában található University of California (Kaliforniai Egyetem) mellett döntött a tekintélyes Yale Egyetem ellenében. Ebben az elhatározásában szerepet játszott, hogy a filmipar – édesapjától való távolság ellenére – a vakáció alatt a vele együtt töltött idő során felkeltette az érdeklődését. 1968-ban, tanulmányai befejezése után számos jelentéktelenebb filmben játszott mellékszerepet, mielőtt megkapta első komolyabb szerepét Steve Keller felügyelő személyében a San Francisco utcáin című sorozatban. Első igazi nagy sikerét azonban producerként aratta a Száll a kakukk fészkére című filmmel. Édesapját, Kirk Douglast, aki Ken Kesey humoros művének jogtulajdonosa volt, sikerült meggyőznie, hogy a fenti film produceri munkálatait rábízza. Az eredmény 5 Oscar-díj lett. Az egyik díjat közvetlenül Michaelnek ítélték. A filmet Miloš Forman rendezte, és szerepelt benne a kiemelkedőt alakítást nyújtó Jack Nicholson, valamint Christopher Lloyd és Danny DeVito is. Utóbbi már évek óta Michael barátja volt, és az elkövetkező években több filmben is együtt szerepeltek.
Következő filmje producerként az 1979-ben készült Kína-szindróma volt, mely nagy hatást gyakorolt a későbbi karrierjére. Ez egy kiváló öko-thriller volt, mely egy nukleáris balesetről szólt. A film megjelenésének és a Three Mile Island-i atomerőmű-balesetnek ideje egybeesett, ez felkeltette a közönség érdeklődését. Ennek hatására később színészként sikerrel ragadta meg az olyan ellentmondásos, vitákat kiváltó témákat, mint az erőszak, a házasságtörés és az antiszociális kapitalizmus.
Ezeknek a legjobb képviselői A törvény ökle, a Tőzsdecápák, az Összeomlás, a Zaklatás, az Elemi ösztön és a Végzetes vonzerő című filmek.
Színészként az 1970-es évek végétől az 1980-as évek közepéig olyan akciódús filmekben játszott, mint A smaragd románca és A Nílus gyöngye. Emellett néhány thrillerben is szerepelt, többek között A törvény ökle és a Kóma (1978) című alkotásokban. Richard Attenborough 1985-ös, A tánckar című filmjében pedig bebizonyította színészi sokoldalúságát. Az 1987-es Végzetes vonzerőben, bár már eddig is kétségtelenül sztár volt, végre teljesen kilépett édesapja árnyékából. Összetett szerepét meggyőzően alakította. Még ebben az évben következett a Tőzsdecápák című film, melyben Gordon Gekko szerepét játszotta el. Alakításáért Oscar-díjat kapott. Az Elemi ösztönben a megtévedt rendőr szerepében alkotott maradandót.
Dominic Wills szerint az Összeomlás című drámában való szerepéért Oscar-díjat kellett volna kapnia. Kétségtelen, hogy Douglas kiemelkedő színészi képességei leginkább a zavarodott, ellentmondásos karakterek erkölcsi megpróbáltatásának eljátszásával érvényesültek. Emellett tekintélyt sugárzó megjelenésének köszönhetően meggyőzően alakított politikusokat is a Szerelem a Fehér Házban és a Traffic című alkotásokban.
Michael színészi és produceri hivatása mellett az Egyesült Nemzetek békeköveteként is tevékenykedik. Feladata a pozíciójának és a befolyásának érvényesítése az emberi jogok védelmének érdekében. Céljai és feladatai közé tartozik a nukleáris fegyverek teljes leszerelése is.

## Magánélete
Michael kétszer házasodott meg. Első felesége Diandra Luker volt 1977-től 2000-ig. Házasságukból egy fiúgyermek született 1978-ban, Cameron Morrell Douglas. 2000-ben újra megházasodott. Új felesége a walesi Catherine Zeta-Jones lett, akitől 2000. augusztus 8-án Dylan Michael Douglas nevű fia született, majd őt követte Carys Douglas nevű kislányuk, 2003. április 20-án. Catherine-nel 1998 nyarán, a franciaországi Deauville Film Festival során ismerkedett meg. 1999 szilveszterének éjszakáján jegyezték el egymást a coloradói Aspenben.
2010 augusztusában torokrákot diagnosztizáltak nála.
2025-ben bejelentette, hogy kora és családja miatt visszavonul a filmezéstől.

## Filmográfia

### Film

#### Producer
| Év   | Magyar cím                      | Eredeti cím                        | Rendező                | Megjegyzések        |
| ---- | ------------------------------- | ---------------------------------- | ---------------------- | ------------------- |
| 1975 | Száll a kakukk fészkére         | One Flew Over the Cuckoo's Nest    | Miloš Forman           |                     |
| 1979 | Kína-szindróma                  | The China Syndrome                 | James Bridges          |                     |
| 1984 | A smaragd románca               | Romancing the Stone                | Robert Zemeckis        |                     |
| 1984 | Csillagember                    | Starman                            | John Carpenter         | vezető filmproducer |
| 1985 | A Nílus gyöngye                 | The Jewel of the Nile              | Lewis Teague           |                     |
| 1990 | Egyenesen át                    | Flatliners                         | Joel Schumacher        |                     |
| 1991 | Hideg, mint a kő                | Stone Cold                         | Craig R. Baxley        |                     |
| 1991 | Dupla dinamit                   | Double Impact                      | Sheldon Lettich        |                     |
| 1991 | Angyali szemek                  | Eyes of an Angel                   | Robert Harmon          | vezető filmproducer |
| 1992 | Radio Flyer – Repül a testvérem | Radio Flyer                        | Richard Donner         | vezető filmproducer |
| 1993 | Made in Amerika                 | Made in America                    | Richard Benjamin       |                     |
| 1996 | Ragadozók                       | The Ghost and the Darkness         | Stephen Hopkins        | vezető filmproducer |
| 1997 | Ál/Arc                          | Face/Off                           | John Woo               | vezető filmproducer |
| 1997 | Az esőcsináló                   | The Rainmaker                      | Francis Ford Coppola   |                     |
| 2001 | Érzéki csalódás                 | One Night at McCool's              | Harald Zwart           |                     |
| 2003 | Túl nagy család                 | It Runs in the Family              | Fred Schepisi          |                     |
| 2006 | A testőr                        | The Sentinel                       | Clark Johnson          |                     |
| 2014 | A célkereszten túl              | Beyond the Reach                   | Jean-Baptiste Léonetti |                     |
| 2017 | Egyenesen át                    | Flatliners                         | Niels Arden Oplev      |                     |
| 2018 |                                 | We Have Always Lived in the Castle | Stacie Passon          |                     |

#### Színész
| Év   | Magyar cím                        | Eredeti cím                       | Szerep                 | Magyar hang     | Rendező                   |
| ---- | --------------------------------- | --------------------------------- | ---------------------- | --------------- | ------------------------- |
| 1966 | Az óriás árnyéka                  | Cast a Giant Shadow               | sofőr                  |                 | Melville Shavelson        |
| 1969 |                                   | Hail, Hero!                       | Carl Dixon             |                 | David Miller              |
| 1970 | A reggel túl messze van           | Adam at Six A.M.                  | Adam Gaines            |                 | Robert Scheerer           |
| 1971 | Lepergetett élet                  | Summertree                        | Jerry                  |                 | Anthony Newley            |
| 1972 | Napoleon és Samantha              | Napoleon and Samantha             | Danny                  | Forgács Péter   | Bernard McEveety          |
| 1978 | Kóma                              | Coma                              | Dr. Mark Bellows       | Benkő Péter     | Michael Crichton          |
| 1979 | Kína-szindróma                    | The China Syndrome                | Richard Adams          | Dunai Tamás     | James Bridges             |
| 1979 | A nagy futás                      | Running                           | Michael Andropolis     | Dörner György   | Steven Hilliard Stern     |
| 1980 | Rajtam a sor                      | It's My Turn                      | Ben Lewin              |                 | Claudia Weill             |
| 1983 | A törvény ökle                    | The Star Chamber                  | Steven R. Hardin       | Uri István      | Peter Hyams (1.)          |
| 1984 | A smaragd románca                 | Romancing the Stone               | Jack Colton            | Dörner György   | Robert Zemeckis           |
| 1984 | A smaragd románca                 | Romancing the Stone               | Jack Colton            | Kőszegi Ákos    | Robert Zemeckis           |
| 1984 | A smaragd románca                 | Romancing the Stone               | Jack Colton            | Kaszás Attila   | Robert Zemeckis           |
| 1985 | A Nílus gyöngye                   | The Jewel of the Nile             | Jack Colton            | Dörner György   | Lewis Teague              |
| 1985 | A tánckar                         | A Chorus Line                     | Zach                   | Dörner György   | Richard Attenborough      |
| 1987 | Végzetes vonzerő                  | Fatal Attraction                  | Dan Gallagher          | Dunai Tamás     | Adrian Lyne               |
| 1987 | Tőzsdecápák                       | Wall Street                       | Gordon Gekko           | Uri István      | Oliver Stone (1.)         |
| 1987 | Tőzsdecápák                       | Wall Street                       | Gordon Gekko           | Dörner György   | Oliver Stone (1.)         |
| 1989 | Fekete eső                        | Black Rain                        | Nick Conklin           | Dörner György   | Ridley Scott              |
| 1989 | A rózsák háborúja                 | The War of the Roses              | Oliver Rose            | Dörner György   | Danny DeVito              |
| 1992 | Felhők közül a Nap                | Shining Through                   | Ed Leland              | Jakab Csaba     | David Seltzer             |
| 1992 | Elemi ösztön                      | Basic Instinct                    | Nick Curran nyomozó    | Dörner György   | Paul Verhoeven            |
| 1993 | Összeomlás                        | Falling Down                      | William Foster         | Harsányi Gábor  | Joel Schumacher           |
| 1994 | Zaklatás                          | Disclosure                        | Tom Sanders            | Dörner György   | Barry Levinson            |
| 1995 | Szerelem a Fehér Házban           | The American President            | Andrew Shepherd elnök  | Szakácsi Sándor | Rob Reiner (1.)           |
| 1996 | Ragadozók                         | The Ghost and the Darkness        | Charles Remington      | Dörner György   | Stephen Hopkins           |
| 1996 | Ragadozók                         | The Ghost and the Darkness        | Charles Remington      | Barbinek Péter  | Stephen Hopkins           |
| 1997 | Játsz/ma                          | The Game                          | Nicholas Van Orton     | Dörner György   | David Fincher             |
| 1998 | Tökéletes gyilkosság              | A Perfect Murder                  | Steven Taylor          | Dörner György   | Andrew Davis              |
| 2000 | Wonder Boys – Pokoli hétvége      | Wonder Boys                       | Grady Tripp professzor | Dörner György   | Curtis Hanson             |
| 2000 | Traffic                           | Traffic                           | Robert Wakefield       | Dörner György   | Steven Soderbergh (1.)    |
| 2001 | Érzéki csalódás                   | One Night at McCool's             | Mr. Burmeister         | Gáti Oszkár     | Harald Zwart              |
| 2001 | Ne szólj száj!                    | Don't Say a Word                  | Dr. Nathan Conrad      | Szakácsi Sándor | Gary Fleder               |
| 2003 | Túl nagy család                   | It Runs in the Family             | Alex Gromberg          | Dörner György   | Fred Schepisi             |
| 2003 | Apósok akcióban                   | The In-Laws                       | Steve Tobias           | Dörner György   | Andrew Fleming            |
| 2006 | A testőr                          | The Sentinel                      | Pete Garrison          | Dörner György   | Clark Johnson             |
| 2006 | Én, a nő és plusz egy fő          | You, Me and Dupree                | Mr. Thompson           | Dörner György   | Anthony és Joe Russo (1.) |
| 2007 | Kalifornia királya                | King of California                | Charlie                | Dörner György   | Mike Cahill               |
| 2009 | Excsajok szelleme                 | Ghosts of Girlfriends Past        | Wayne bácsi            | Dörner György   | Mark Waters               |
| 2009 | Kétségtelenül indokolt            | Beyond a Reasonable Doubt         | Mark Hunter            |                 | Peter Hyams (2.)          |
| 2009 | A visszavonuló                    | Solitary Man                      | Ben Kalmen             | Dörner György   | Brian Koppelman           |
| 2009 | A visszavonuló                    | Solitary Man                      | Ben Kalmen             | Dörner György   | David Levien              |
| 2010 | Tőzsdecápák – A pénz nem alszik   | Wall Street: Money Never Sleeps   | Gordon Gekko           | Dörner György   | Oliver Stone (2.)         |
| 2011 | A bűn hálójában                   | Hayware                           | Coblenz                | Dörner György   | Steven Soderbergh (2.)    |
| 2013 | Last Vegas                        | Last Vegas                        | Billy                  | Dörner György   | Jon Turteltaub            |
| 2014 | Szerelem a végzetem               | And So It Goes                    | Oren Little            | Dörner György   | Rob Reiner (2.)           |
| 2014 | A célkereszten túl                | Beyond the Reach                  | John Madec             | Dörner György   | Jean-Baptiste Léonetti    |
| 2015 | A Hangya                          | Ant-Man                           | Dr. Hank Pym           | Dörner György   | Peyton Reed (1.)          |
| 2017 | Élesítve                          | Unlocked                          | Eric                   | Dörner György   | Michael Apted             |
| 2018 |                                   | Animal World                      | Anderson               |                 | Han Yan                   |
| 2018 | A Hangya és a Darázs              | Ant-Man and the Wasp              | Dr. Hank Pym           | Dörner György   | Peyton Reed (2.)          |
| 2019 | Bosszúállók: Végjáték             | Avengers: Endgame                 | Dr. Hank Pym           | Dörner György   | Anthony és Joe Russo (2.) |
| 2023 | A Hangya és a Darázs: Kvantumánia | Ant-Man and the Wasp: Quantumania | Dr. Hank Pym           | Dörner György   | Peyton Reed (3.)          |
| 2025 |                                   | Looking Through Water             |                        |                 | Roberto Sneider           |

### Televízió
| Év        | Magyar cím                 | Eredeti cím                                                          | Szerep                                  | Megjegyzések                                                                    |
| --------- | -------------------------- | -------------------------------------------------------------------- | --------------------------------------- | ------------------------------------------------------------------------------- |
| 1969      |                            | CBS Playhouse                                                        | fiatal tudós                            | 1 epizód                                                                        |
| 1971      |                            | The F.B.I.                                                           | Jerry                                   | 1 epizód                                                                        |
| 1971      |                            | Medical Center                                                       | Jonathan Crowley                        | 1 epizód                                                                        |
| 1972      |                            | When Michael Calls                                                   | Craig                                   | tévéfilm                                                                        |
| 1972–1976 | San Francisco utcáin       | The Streets of San Francisco                                         | Steve Keller nyomozó                    | - főszereplő (98 epizód) - magyar hangja: - Szakácsi Sándor - Dörner György     |
| 1972–1976 | San Francisco utcáin       | The Streets of San Francisco                                         | Steve Keller nyomozó                    | rendező (1 epizód, 1975)                                                        |
| 1986–1987 |                            | Starman                                                              | nem szerepel                            | - vezető producer (22 epizód)                                                   |
| 1988      |                            | World's Greatest Stunts: A Tribute to Hollywood's Stuntmen           | önmaga                                  | dokumentumfilm                                                                  |
| 1990      |                            | If Dolphins Could Talk                                               | narrátor                                | dokumentumfilm                                                                  |
| 1990      |                            | That's What Friends Are For: Arista Records 15th Anniversary Concert | önmaga                                  | dokumentumfilm                                                                  |
| 1990      |                            | Tribute to John Lennon                                               | házigazda                               | dokumentumfilm                                                                  |
| 1990      |                            | The Earth Day Special                                                | önmaga                                  | különkiadás                                                                     |
| 1992      |                            | Oliver Stone: Inside Out                                             | önmaga                                  | dokumentumfilm                                                                  |
| 1993      |                            | Rock the Vote                                                        | önmaga                                  | tévéfilm                                                                        |
| 1997      |                            | Burt Lancaster                                                       | önmaga                                  | tévéfilm                                                                        |
| 1998      |                            | To Life! America Celebrates Israel's 50th                            | házigazda                               | különkiadás                                                                     |
| 1998      |                            | Where It's At: The Rolling Stone State of the Union                  | önmaga                                  | dokumentumfilm                                                                  |
| 2000      |                            | We All Dream of Oz                                                   | önmaga                                  | dokumentumfilm                                                                  |
| 2001      |                            | Independence Day 2001                                                | önmaga                                  | tévéfilm                                                                        |
| 2002      | Will és Grace              | Will & Grace                                                         | Gavin Hatch nyomozó                     | 1 epizód                                                                        |
| 2002      |                            | Liberty's Kids                                                       | Patrick Henry (hangja)                  | 2 epizód                                                                        |
| 2003      |                            | What's Going On?                                                     | házigazda                               | dokumentumsorozat (1 epizód)                                                    |
| 2003      |                            | Freedom: A History of US                                             | - Benjamin Franklin / - Benjamin French | dokumentumsorozat (2 epizód)                                                    |
| 2005      |                            | ... A Father... A Son... Once Upon a Time in Hollywood               | önmaga                                  | dokumentumfilm                                                                  |
| 2011      | Phineas és Ferb            | Phineas and Ferb                                                     | Waylon (hangja)                         | 1 epizód                                                                        |
| 2013      | Túl a csillogáson          | Behind the Candelabra                                                | Liberace                                | tévéfilm                                                                        |
| 2014      |                            | Richard Attenborough: A Life in Film                                 | önmaga                                  | dokumentumfilm                                                                  |
| 2018–2021 | A Kominsky módszer         | The Kominsky Method                                                  | Sandy Kominsky                          | főszereplő és vezető producer                                                   |
| 2019–2022 | Zöld sonka és zöld tojás   | Green Eggs and Ham                                                   | Guy-Am-I (hangja)                       | főszereplő                                                                      |
| 2020      | Ratched                    | Ratched                                                              | nem szerepel                            | vezető producer (8 epizód)                                                      |
| 2021–2023 | Mi lenne, ha…?             | What If…?                                                            | Hank Pym / Fullánk (hangja)             | - 2 epizód - magyar hangja: - Dörner György (1. évad) - Pataki Ferenc (2. évad) |
| 2023      | Marvel Studios: Betekintés | Marvel Studios: Assembled                                            | önmaga                                  | 1 epizód                                                                        |
| 2024      |                            | Franklin                                                             | Benjamin Franklin                       | minisorozat                                                                     |

## Fontosabb díjak és jelölések

### Színészként
| Átadás éve | Díj neve                  | Film címe          | Gyártási éve | Kategória                                            |
| ---------- | ------------------------- | ------------------ | ------------ | ---------------------------------------------------- |
| 2019       | Golden Globe-díj          | A Kominsky módszer | 2013         | Legjobb férfi főszereplő (vígjátéksorozat)           |
| 2014       | Golden Globe-díj          | Túl a csillogáson  | 2013         | Legjobb férfi főszereplő (minisorozat vagy tévéfilm) |
| 2013       | Emmy-díj                  | Túl a csillogáson  | 2013         | Legjobb férfi főszereplő (minisorozat vagy tévéfilm) |
| 2009       | AFI Életmű-díj            |                    |              | Életmű-díj                                           |
| 2004       | Golden Globe-díj          |                    |              | Cecil B. DeMille-díj                                 |
| 1998       | César-díj                 |                    |              | Tiszteletbeli César                                  |
| 1993       | American Cinematheque-díj |                    |              |                                                      |
| 1988       | Golden Globe-díj          | Tőzsdecápák        | 1987         | Legjobb színész – drámai kategória                   |
| 1988       | Oscar-díj                 | Tőzsdecápák        | 1987         | Legjobb férfi főszereplő                             |

| Jelölés éve | Díj neve         | Film címe                       | Gyártási éve | Kategória                                                   |
| ----------- | ---------------- | ------------------------------- | ------------ | ----------------------------------------------------------- |
| 2011        | Golden Globe-díj | Tőzsdecápák – A pénz nem alszik | 2010         | Legjobb férfi epizódszereplő jelölés                        |
| 2001        | BAFTA-díj        | Wonder Boys – Pokoli hétvége    | 2000         | Legjobb férfi főszereplő jelölés                            |
| 2001        | Golden Globe-díj | Wonder Boys – Pokoli hétvége    | 2000         | Legjobb színész drámai kategória jelölés                    |
| 1996        | Golden Globe-díj | Szerelem a Fehér Házban         | 1995         | Legjobb színész zenés film és vígjáték                      |
| 1993        | Arany Málna díj  | Elemi ösztön                    | 1992         | Legrosszabb színész jelölés                                 |
| 1990        | Golden Globe-díj | A rózsák háborúja               | 1989         | Legjobb színész zenés film és vígjáték                      |
| 1989        | BAFTA-díj        | Végzetes vonzerő                | 1987         | Legjobb férfi alakítás jelölés                              |
| 1975        | Golden Globe-díj | San Francisco utcáin            | 1972         | Legjobb színészi alakítás minisorozat vagy tévéfilm jelölés |
| 1970        | Golden Globe-díj | Hail, Hero!                     | 1969         | Legígéretesebb kezdő férfi színész                          |

### Producerként
| Átadás éve | Díj neve  | Film címe               | Gyártási éve | Kategória    |
| ---------- | --------- | ----------------------- | ------------ | ------------ |
| 1976       | Oscar-díj | Száll a kakukk fészkére | 1975         | Legjobb film |

## Fordítás
- Ez a szócikk részben vagy egészben  a   Michael Douglas című angol Wikipédia-szócikk fordításán alapul.  Az eredeti cikk szerkesztőit annak laptörténete sorolja fel. Ez a jelzés csupán a megfogalmazás eredetét és a szerzői jogokat jelzi, nem szolgál a cikkben szereplő információk forrásmegjelöléseként.